# Billboard Music Award
Il Billboard Music Award (in inglese Billboard Music Awards) è un premio musicale statunitense creato e organizzato dalla rivista omonima. Si assegna annualmente dal 1989 ed è uno dei tre maggiori premi musicali insieme al Grammy e all'American Music Award.
Gli artisti sono premiati in base alle loro vendite ricavate dalle classifiche Billboard (200 e Hot 100). I premi sono assegnati al miglior singolo, al miglior album e al miglior artista di ogni genere.
Originariamente in onda su Fox, per un problema contrattuale nel 2007 la cerimonia fu annullata, e la rivista riportò sulle sue pagine i nomi dei vincitori. Dal 2011 la serata di premiazione è tornata ad essere trasmessa in tv, sulla rete televisiva ABC a maggio.
Dal 1989 al 1991 l'evento si tenne presso il Barker Hangar dell'aeroporto di Santa Monica (California); nel triennio 1992-1994 fu di scena all'Universal Amphitheater di Los Angeles; nel 1995 fu al Coliseum di New York e l'anno dopo all'Hard Rock Hotel & Casino di Paradise, in Nevada.
Dal 1997 si tiene sempre all'MGM Grand Garden Arena di Las Vegas tranne nel biennio 2016-17 quando migrò al T-Mobile Arena, e nel 2020 quando fu di scena al Dolby Theatre di Hollywood.

## Cerimonie
| Anno                        | Sede                   | Luogo        | Presentatori                              | Emittente televisiva | Fonte  |
| --------------------------- | ---------------------- | ------------ | ----------------------------------------- | -------------------- | ------ |
| 1990                        | Barker Hangar          | Santa Monica | Paul Shaffer Morris Day Jerome Benton     | Fox                  | [ 2 ]  |
| 1991                        | Barker Hangar          | Santa Monica | Paul Shaffer                              | Fox                  | [ 3 ]  |
| 1992                        | Universal Amphitheater | Los Angeles  | Phil Collins                              | Fox                  | [ 4 ]  |
| 1993                        | Universal Amphitheater | Los Angeles  | Phil Collins                              | Fox                  | [ 5 ]  |
| 1994                        | Universal Amphitheater | Los Angeles  | Dennis Miller Heather Locklear            | Fox                  | [ 6 ]  |
| 1995                        | Coliseum               | New York     | Jon Stewart                               | Fox                  | [ 7 ]  |
| 1996                        | Hard Rock Hotel        | Las Vegas    | Chris Rock                                | Fox                  | [ 8 ]  |
| 1997                        | MGM Grand Garden Arena | Las Vegas    | David Spade                               | Fox                  | [ 9 ]  |
| 1998                        | MGM Grand Garden Arena | Las Vegas    | Kathy Griffin Andy Dick                   | Fox                  | [ 10 ] |
| 1999                        | MGM Grand Garden Arena | Las Vegas    | Kathy Griffin Adam Carolla                | Fox                  | [ 11 ] |
| 2000                        | MGM Grand Garden Arena | Las Vegas    | Kathy Griffin NSYNC                       | Fox                  | [ 12 ] |
| 2001                        | MGM Grand Garden Arena | Las Vegas    | Bernie Mac                                | Fox                  | [ 13 ] |
| 2002                        | MGM Grand Garden Arena | Las Vegas    | Cedric the Entertainer                    | Fox                  | [ 14 ] |
| 2003                        | MGM Grand Garden Arena | Las Vegas    | Ryan Seacrest Nick Lachey Jessica Simpson | Fox                  | [ 15 ] |
| 2004                        | MGM Grand Garden Arena | Las Vegas    | Ryan Seacrest                             | Fox                  | [ 16 ] |
| 2005                        | MGM Grand Garden Arena | Las Vegas    | LL Cool J                                 | Fox                  | [ 17 ] |
| 2006                        | MGM Grand Garden Arena | Las Vegas    | Nessun presentatore                       | Fox                  | [ 18 ] |
| 2007–2010 Nessuna cerimonia |                        |              |                                           |                      |        |
| 2011                        | MGM Grand Garden Arena | Las Vegas    | Ken Jeong                                 | ABC                  | [ 19 ] |
| 2012                        | MGM Grand Garden Arena | Las Vegas    | Julie Bowen Ty Burrell                    | ABC                  | [ 20 ] |
| 2013                        | MGM Grand Garden Arena | Las Vegas    | Tracy Morgan                              | ABC                  | [ 21 ] |
| 2014                        | MGM Grand Garden Arena | Las Vegas    | Ludacris                                  | ABC                  | [ 22 ] |
| 2015                        | MGM Grand Garden Arena | Las Vegas    | Ludacris Chrissy Teigen                   | ABC                  | [ 23 ] |
| 2016                        | T-Mobile Arena         | Las Vegas    | Ludacris Ciara                            | ABC                  | [ 24 ] |
| 2017                        | T-Mobile Arena         | Las Vegas    | Ludacris Vanessa Hudgens                  | ABC                  | [ 25 ] |
| 2018                        | MGM Grand Garden Arena | Las Vegas    | Kelly Clarkson                            | NBC                  | [ 26 ] |
| 2019                        | MGM Grand Garden Arena | Las Vegas    | Kelly Clarkson                            | NBC                  | [ 27 ] |
| 2020                        | Dolby Theatre          | Hollywood    | Kelly Clarkson                            | NBC                  | [ 28 ] |
| 2021                        | Microsoft Theater      | Los Angeles  | Nick Jonas                                | NBC                  | [ 29 ] |

## Premi speciali

### Artist Achievement Award
- 1993 – Rod Stewart[30]
- 1995 – Janet Jackson
- 1996 – Madonna
- 1997 – Garth Brooks
- 1999 – Aerosmith
- 2001 – Janet Jackson
- 2002 – Cher
- 2004 – Destiny's Child
- 2005 – Kanye West[31]

### Billboard Century Awards

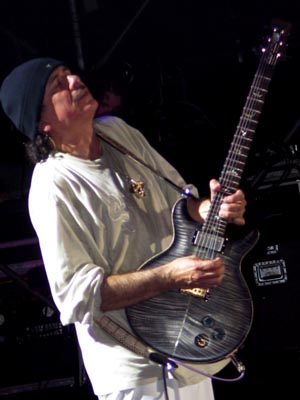
Carlos Santana

- 1992 – George Harrison
- 1993 – Buddy Guy
- 1994 – Billy Joel
- 1995 – Joni Mitchell
- 1996 – Carlos Santana
- 1997 – Chet Atkins
- 1998 – James Taylor
- 1999 – Emmylou Harris
- 2000 – Randy Newman
- 2001 – John Mellencamp
- 2002 – Annie Lennox
- 2003 – Sting
- 2004 – Stevie Wonder[32]
- 2005 – Tom Petty[33]
- 2006 – Tony Bennett[34]

### Artista del decennio
- 1999 – Mariah Carey[35] (anni '90)
- 2009 – Eminem[36] (anni '00)
- 2021 – Drake[37] (anni '10)

### Billboard Icon Award
- 2011 – Neil Diamond[38]
- 2012 – Stevie Wonder[39]
- 2013 – Prince[40]
- 2014 – Jennifer Lopez[41]
- 2016 – Céline Dion[42]
- 2017 – Cher[43]
- 2018 – Janet Jackson[44]
- 2019 – Mariah Carey[45]
- 2020 – Garth Brooks[46]
- 2021 – P!nk[47]
- 2022 – Mary J. Blige[48]

### Billboard Millennium Award
- 2011 – Beyoncé[49]
- 2012 – Whitney Houston[50]
- 2016 – Britney Spears[51]

### Billboard Spotlight Award
- 1988 – Michael Jackson
- 2012 – Katy Perry[52]

### Change Maker Award
- 2020 – Killer Mike[53]

### Top Social Artist
Il premio per la categoria Top Social Artist viene assegnato in base ai voti del pubblico.
- 2011 – Justin Bieber
- 2012 – Justin Bieber
- 2013 – Justin Bieber
- 2014 – Justin Bieber
- 2015 – Justin Bieber
- 2016 – Justin Bieber
- 2017 – BTS[54]
- 2018 – BTS[55]
- 2019 – BTS[56]
- 2020 – BTS[57]
- 2021 – BTS[58]

## Premi principali
Le categorie generali sono Top Artist (miglior artista), Top Billboard 200 Album (miglior album), Top Hot 100 Song (miglior canzone) e Top New Artist (miglior artista esordiente).
- Miglior artista (Top Artist)
- Miglior artista esordiente (Top New Artist)
- Miglior artista maschile (Top Male Artist)
- Miglior artista femminile (Top Female Artist)
- Miglior duo/gruppo (Top Duo/Group)
- Miglior album (Top Billboard 200 Album)
- Miglior canzone (Top Hot 100 Song)
- Miglior collaborazione (Top Collaboration) (dal 2017)
- Top Billboard 200 Artist
- Top Hot 100 Artist
- Top Touring Artist

## Premi per generi specifici

### Vendite
- Top Song Sales Artist (dal 2016)
- Miglior album venduto (Top Selling Album) (dal 2018)
- Miglior canzone venduta (Top Selling Song) (dal 2016)

### Streaming
- Top Streaming Artist
- Miglior canzone streaming – audio (Top Streaming Song – Audio)
- Miglior canzone streaming – video (Top Streaming Song – Video)

### Radio
- Top Radio Songs Artist
- Miglior canzone in radio (Top Radio Song)

### R&B
- Miglior artista R&B (Top R&B Artist)
- Miglior artista R&B maschile (Top R&B Male Artist) (dal 2018)
- Miglior artista R&B femminile (Top R&B Female Artist) (dal 2018)
- Miglior album R&B (Top R&B Album)
- Miglior canzone R&B (Top R&B Song)
- Miglior tour R&B (Top R&B Tour) (dal 2017)

### Rap
- Miglior artista rap (Top Rap Artist)
- Miglior artista rap maschile (Top Rap Male Artist) (dal 2018)
- Miglior artista rap femminile (Top Rap Female Artist) (dal 2018)
- Miglior album rap (Top Rap Album)
- Miglior canzone rap (Top Rap Song)
- Miglior tour rap (Top Rap Tour) (dal 2017)

### Country
- Miglior artista country (Top Country Artist)
- Miglior artista country maschile (Top Country Male Artist) (dal 2018)
- Miglior artista country femminile (Top Country Female Artist) (dal 2018)
- Miglior duo/gruppo country (Top Country Duo/Group Artist) (dal 2018)
- Miglior album country (Top Country Album)
- Miglior canzone country (Top Country Song)
- Miglior tour country (Top Country Tour) (dal 2017)

### Rock
- Miglior artista rock (Top Rock Artist)
- Miglior album rock (Top Rock Album)
- Miglior canzone rock (Top Rock Song)
- Miglior tour rock (Top Rock Tour) (dal 2017)

### Musica latina
- Miglior artista latino (Top Latin Artist)
- Miglio album latino (Top Latin Album)
- Miglior canzone latina (Top Latin Song)

### Dance/elettronica
- Miglior artista dance/electronic (Top Dance/Electronic Artist) (dal 2014)
- Miglior album dance/electronic (Top Dance/Electronic Album) (dal 2014)
- Miglior canzone dance/electronic (Top Dance/Electronic Song) (dal 2014)

### Musica religiosa
- Miglior artista cristiano (Top Christian Artist)
- Miglior album cristiano (Top Christian Album)
- Miglior canzone cristiana (Top Christian Song)

### Gospel
- Miglior artista gospel (Top Gospel Artist) (dal 2016)
- Miglior album gospel (Top Gospel Album) (dal 2016)
- Miglior canzone gospel (Top Gospel Song) (dal 2016)

### Altri premi
- Miglior colonna sonora (Top Soundtrack) (1993, 1998, 2000, 2006, 2015 – oggi)
- Billboard Chart Achievement (dal 2015, votato dal pubblico)

## Modifiche dei premi

### Cambio di categoria
Alcuni premi sono stati cancellati nel corso delle edizioni e sono stati sostituiti da delle nuove categorie. Per quanto riguarda le categorie sulla musica elettronica e la musica dance i sei premi Top EDM Artist, Album, Song e Top Dance Artist, Album, Song sono stati raggruppati nel 2014 in un'unica categoria composta da tre premi: Top Dance/Electronic Artist, Album e Song. Sono state anche cancellate le due categorie che assegnavano il premio sia al miglior artista maschile che femminile ed è stata mantenuta la categoria generica che premia l'artista indipendentemente dal sesso (Top New Artist).

### Categorie soppresse (1990-2017)
- Miglior album alternative (Top Alternative Album)
- Miglior artista alternative (Top Alternative Artist)
- Miglior canzone alternativa (Top Alternative Song)
- Top Classical Crossover Artist
- Top Classical Crossover Album
- Miglior collaborazione country (Top Country Collaboration) (2017)
- Miglior artista dance (Top Dance Artist) (fino al 2013)
- Miglior alum dance (Top Dance Album) (fino al 2013)
- Miglior canzone dance (Top Dance Song) (fino al 2013)
- Miglior artista digitale (Top Digital Media Artist) (fino al 2012)
- Top Digital Songs Artist) (fino al 2015)
- Miglior canzone digitale (Top Digital Song) (fino al 2015)
- Miglior artista EDM (Top EDM Artist) (fino al 2013)
- Miglior album EDM (Top EDM Album) (fino al 2013)
- Miglior canzone EDM (Top EDM Song) (fino al 2013)
- Miglior artista indipendente (Top Independent Artists)
- Miglior album indipendente (Top Independent Album)
- Miglior artista rock moderno (Top Modern Rock Artist)
- Miglior traccia rock moderna (Top Modern Rock Track)
- Miglior artista esordiente maschile (Top New Male Artist)
- Miglior artista esordiente femminile (Top New Female Artist)
- Miglior gruppo/band esordiente (Top New Group/Band)
- Miglior nuova canzone (Top New Song)
- Miglior canzone pop (Top Pop Song) (fino al 2013)
- Miglior album pop (Top Pop Album) (fino al 2013)
- Miglior artista pop (Top Pop Artist) (fino al 2013)
- Miglior artista pop punk (Top Pop Punk Artist)
- Miglior artista rap (Top Rap Artist) (fino al 2017)
- Miglior collaborazione R&B (Top R&B Collaboration) (2017)
- Miglior collaborazione rap (Top Rap Collaboration) (2017)
- Top Rhythmic Top 40 Title
- Miglior singolo venduto (Top Selling Single)
- Colonna sonora dell'anno (Top Soundtrack Single of the Year)

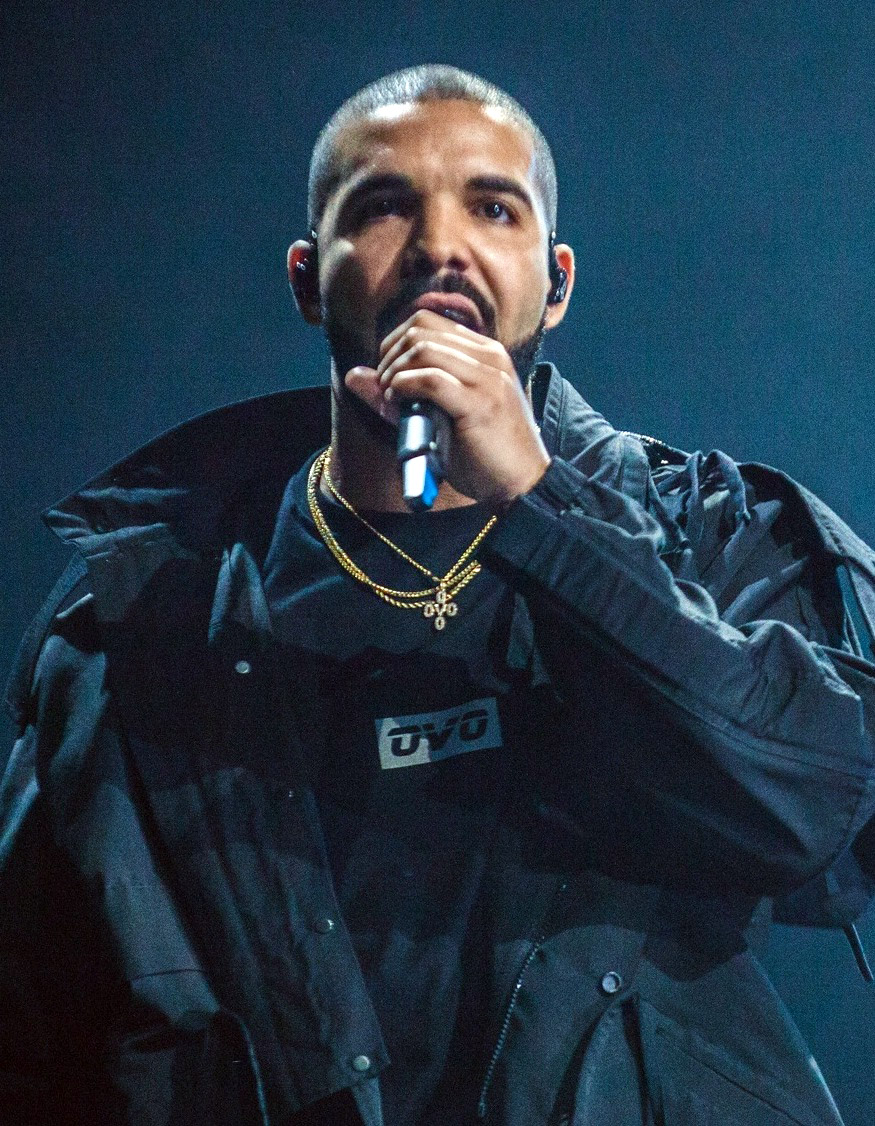
Drake è l'artista più premiato dei BBMAs

- Milestone Award (2013, 2014)

## I più premiati
| Artista         |    |
| --------------- | -- |
| Taylor Swift    | 49 |
| Drake           | 41 |
| Justin Bieber   | 26 |
| The Weeknd      | 20 |
| Garth Brooks    | 19 |
| Adele           | 18 |
| Usher           | 18 |
| Eminem          | 17 |
| Kanye West      | 17 |
| Whitney Houston | 16 |